# تشيبو موتلهابانكو
تشيبو موتلهابانكو (بالإنجليزية: Tshepo Motlhabankwe)‏ (مواليد 17 مارس 1980 في بوتسوانا) لاعب كرة قدم بوتسواني دولي يجيد اللعب في خط الوسط . يلعب حاليا لصالح نادي موتشودي سينتر شيفز البوتسواني من سنة 2006 .

## روابط خارجية
- تشيبو موتلهابانكو على موقع قاعدة بيانات كرة القدم.إي يو (الإنجليزية)
- تشيبو موتلهابانكو على موقع ناشيونال فوتبول تيمز (الإنجليزية)
- تشيبو موتلهابانكو على موقع Soccerway.com (الإنجليزية)